# 鳢新碘泡虫
鳢新碘泡虫（学名：Neomyxobolus ophocephali）为新碘泡科新碘泡虫属的动物。分布于俄罗斯以及广东、辽宁、湖北等地，靠寄生生活，寄生在乌鳢、斑鳢的肾、输尿管内。